# Rio Casamansa
Casamansa (em francês: Casamance),é um rio do Senegal que nasce a próximo das colinas do Futa Jalom, corre de leste para oeste, desaguando no Oceano Atlântico.
Drena uma pequena bacia hidrográfica, entalada entre a bacia do rio Gâmbia, a norte, e a bacias do rio Cacheu e do rio Geba, a sul. É navegável da foz até ao porto de Ziguinchor, no troço inferior sujeito ao regime das marés. O rio dá o nome à região administrativa de Casamansa.